# Ofenloch

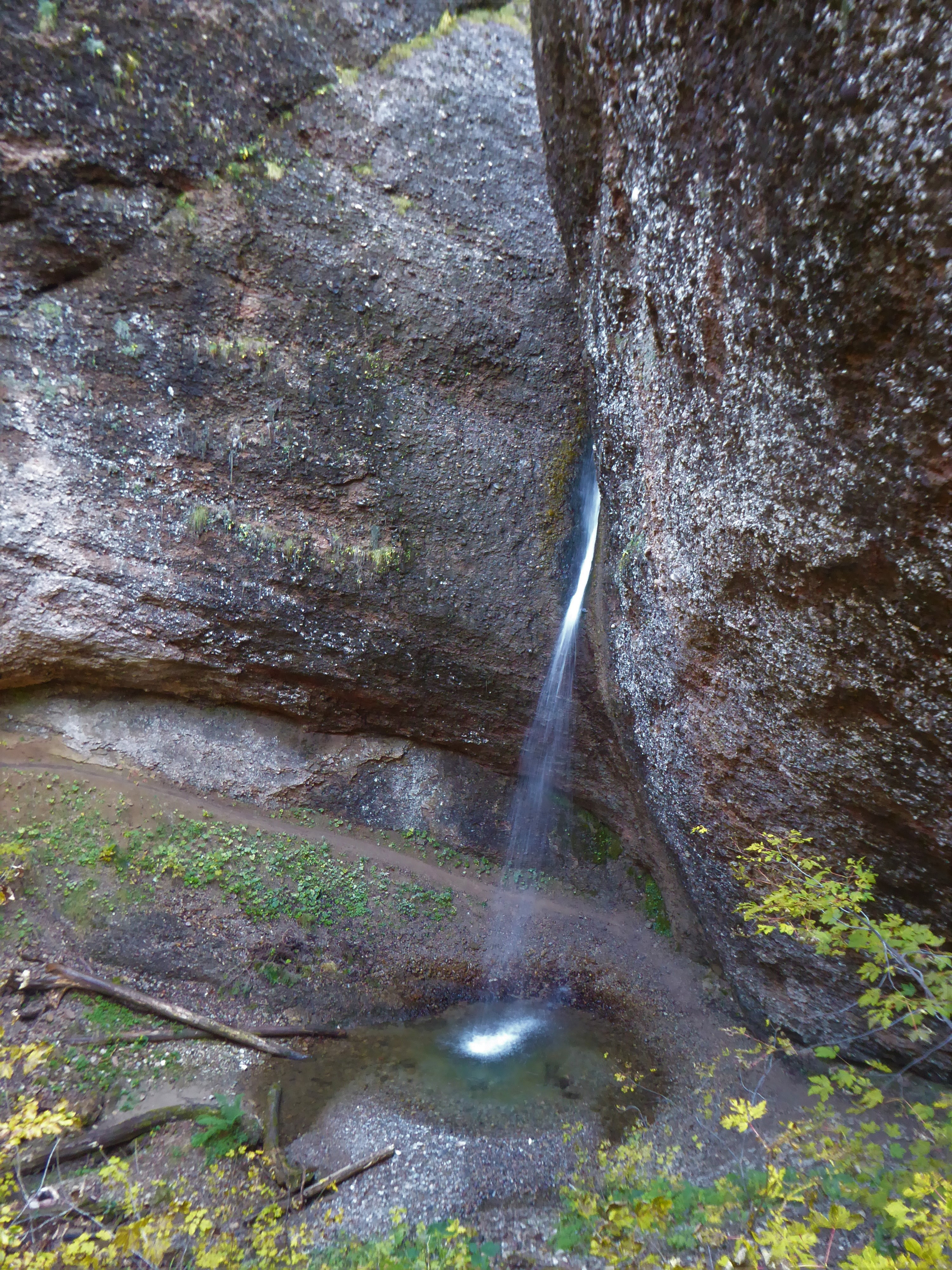
Fall des jungen Neckers ins Ofenloch

Das Ofenloch ist eine Schlucht und eine Grotte im Toggenburg unweit der Schwägalp  im Schweizer Kanton St. Gallen. In diesem Gebiet entspringt der Necker, der bei Lütisburg in die Thur fliesst. Das Ofenloch wird auch als Grand Canyon der Ostschweiz bezeichnet.
Das Ofenloch kann auf einem Bergwanderweg von Hemberg, von der Schwägalp oder von Ennetbühl erreicht werden.

## Bilder

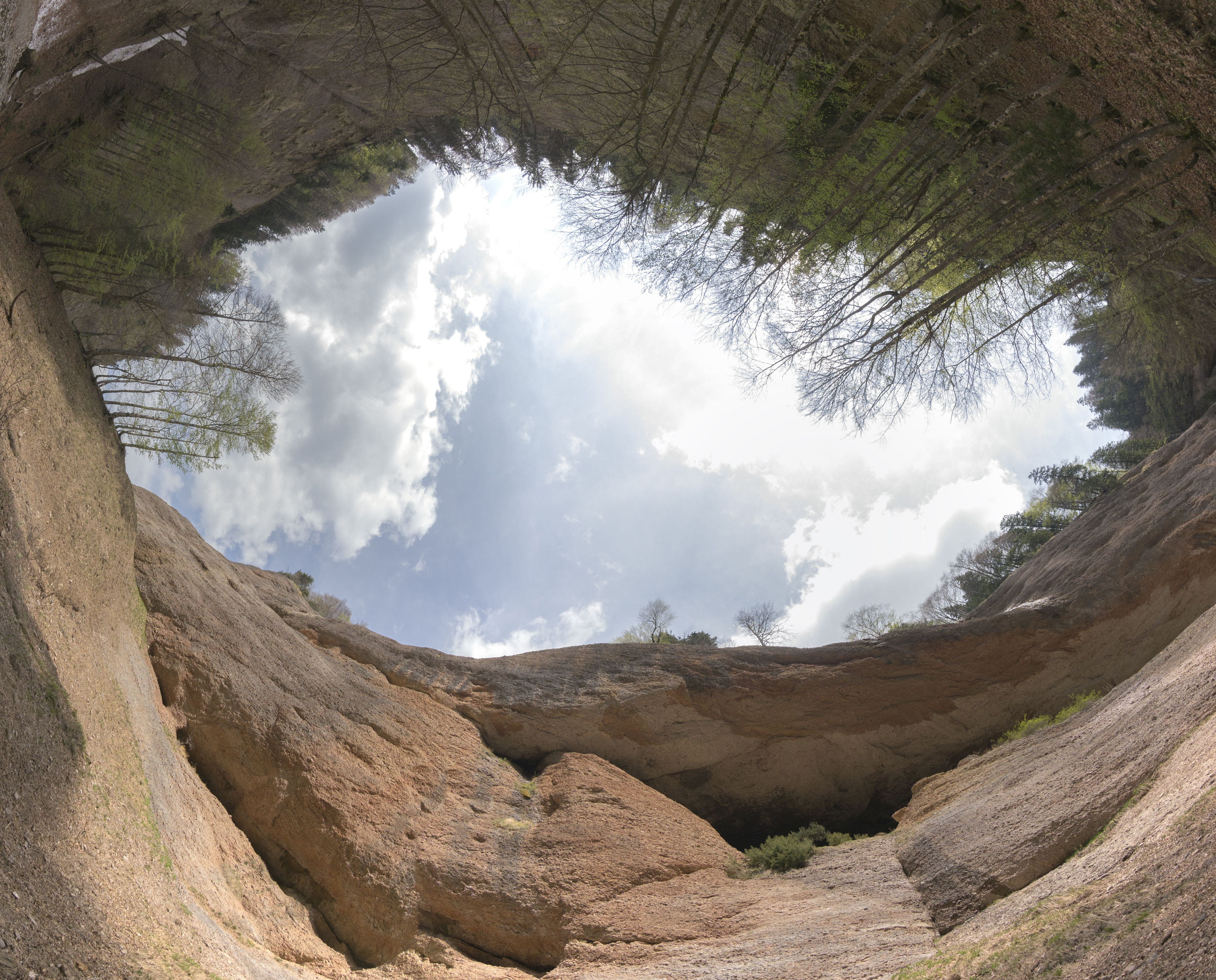
Ofenlochschlucht, Blick nach oben
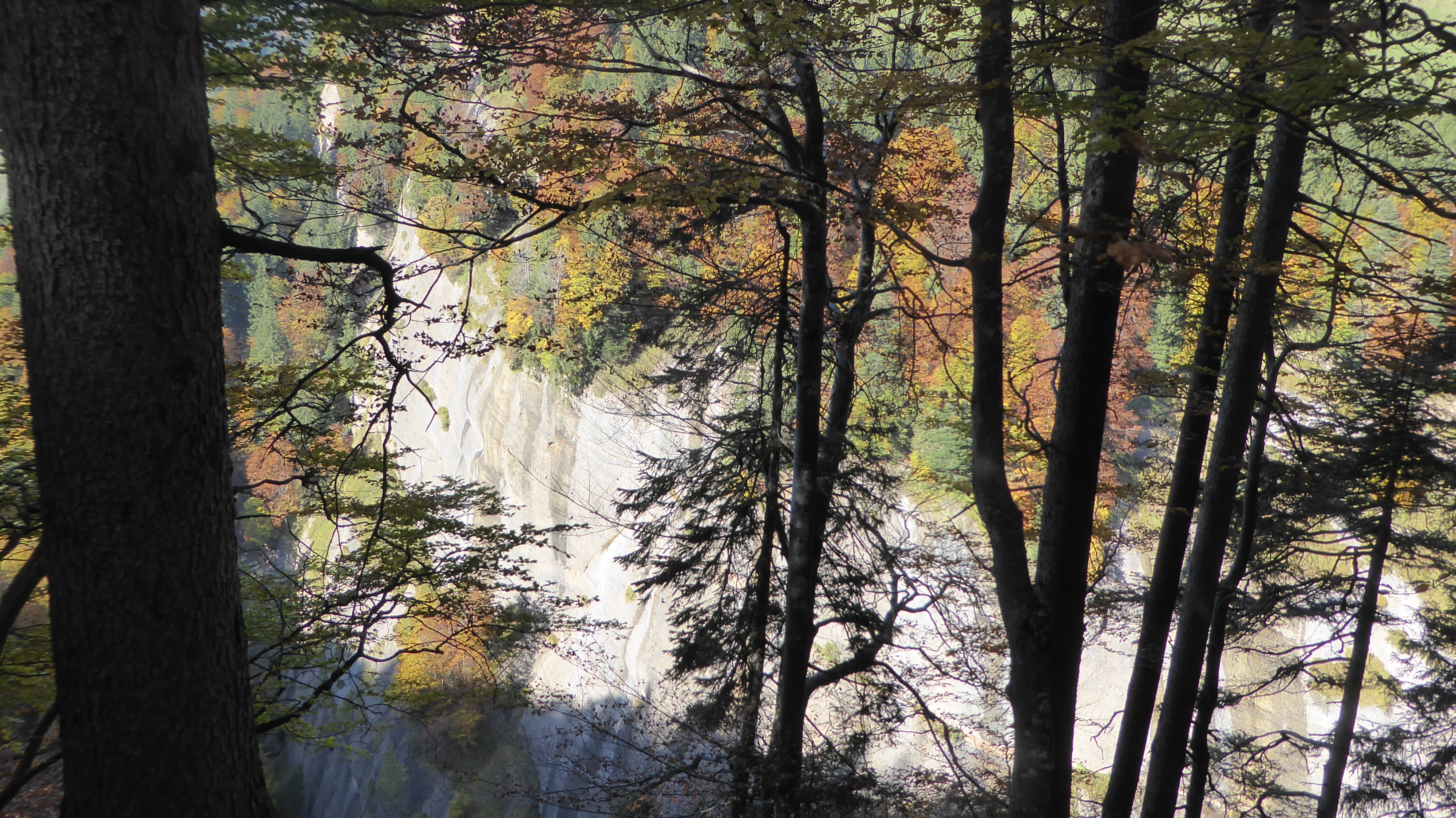
Blick auf die flussseitig rechte Felswand des Ofenlochs
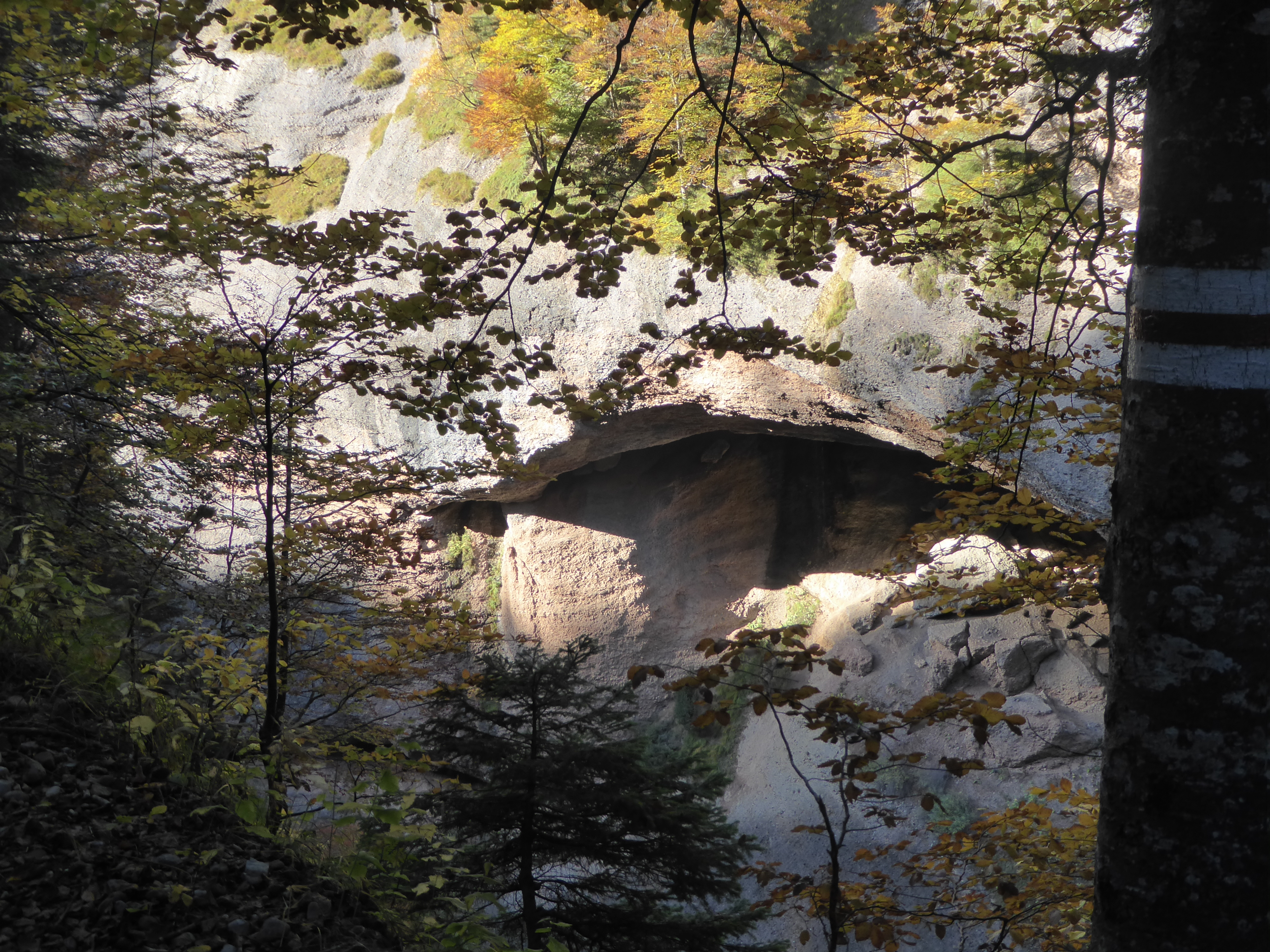
Detail in der rechten Felswand
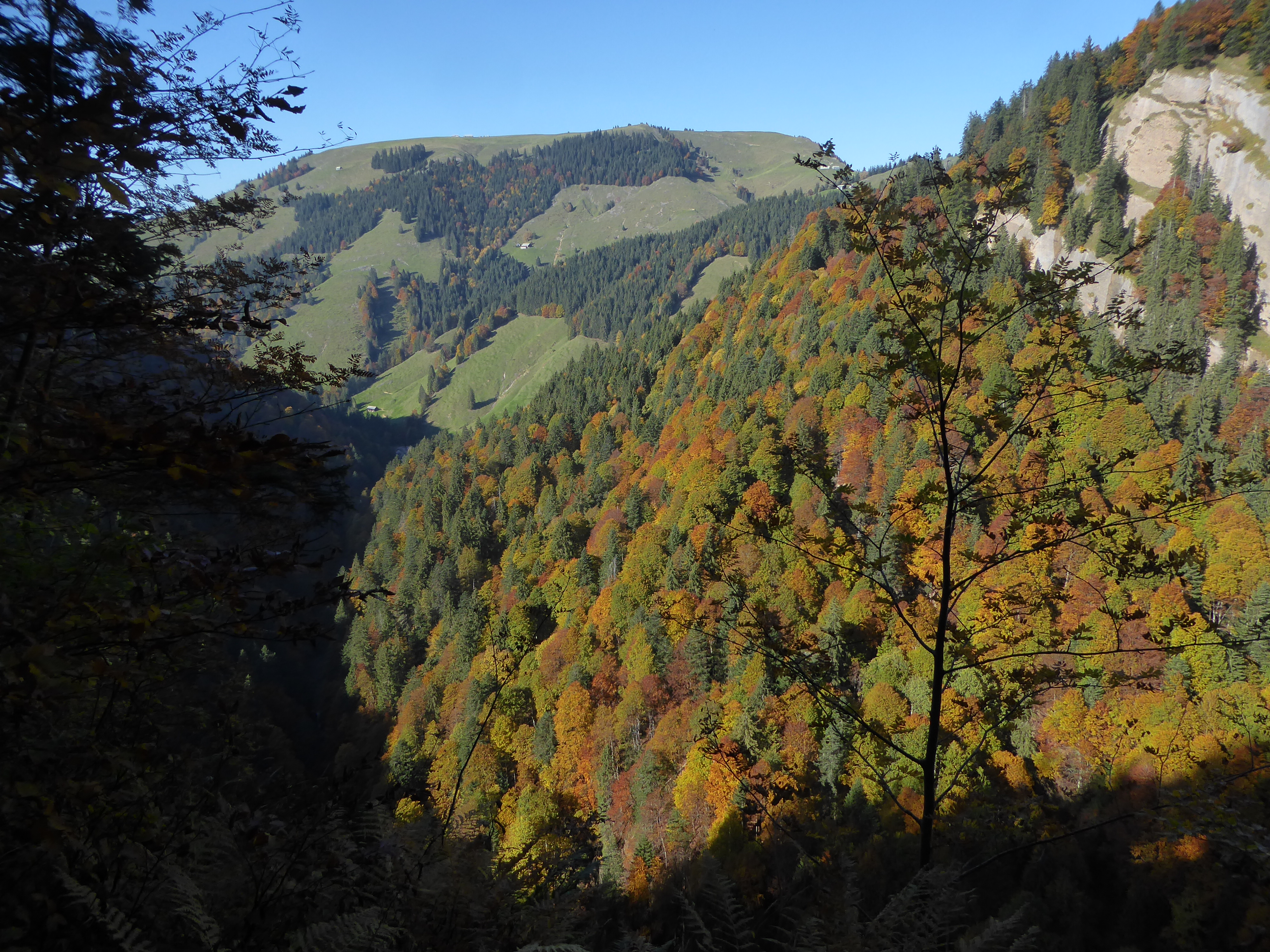
Blick in den obersten Teil des Neckertals